# オリビア (アニメ)
オリビア（原題：OliviaまたはWelcome to the World of the Pig Olivia）は、絵本作家
イアン・ファルコナーの絵本『オリビア』を原作とするイギリスとアメリカ合衆国の合同によるテレビアニメーションシリーズ。

## 概要
原作はイアン・ファルコナーの絵本『オリビア』（2001年度コルデコット賞銀賞受賞作）。 
作品のプロデュースはイギリスのChorion が行っている。
このアニメはアメリカ合衆国では Nick Jr. で放送されており、イギリスとアイルランドでは　ニックJr.のほかにChannel FiveのMilkshake!でも2009年1月26日から2011年8月21日まで1放送されていた。
ラテンアメリカ・ブラジル・日本ではディズニーチャンネルの朝の放送枠のディズニージュニア内で放送されている。
また、カナダではTreehouse TVで放送されている。
ごくありふれたブタの女の子オリビアの日常を描く。

## 登場人物
この作品に登場するキャラクターは、全員ブタである。

### メインキャラクター
オリビア
声 - 佐藤朱
本作の主人公。ことあるごとに自分が何かになった空想に浸り、ひとり笑いすることもある。同時に行動的でいろいろなことを実行に移す。
イアン
声 - 葛谷知花
オリビアの弟。明らかに原作者であるがイアン・ファルコナーモデル。
パパ
声 - 入江崇史
オリビアとイアン姉弟の父親。ED字幕クレジットでは「とうさん」と表記。職業は設計会社に勤める建築家。
ママ
声 - 石川悦子
オリビアとイアン姉弟の母親。ED字幕クレジットでは「かあさん」と表記。オリビアが寝る前にいつも本を読んでくれる優しいママ。
ウィリアム
オリビアとイアンの弟。赤ちゃん。

### サブキャラクター
ホーガンムラー先生
声 - 宮寺智子
オリビアの担任の先生。どっしりしたベテラン女性教諭。
フランシーン
声 - 平田真菜
オリビアのクラスメートの1人。
オリビアと共にガールスカウト『パイレーツスカウト』に所属。両親は厳格。
ジュリアン
声 - 尾崎麗奈
オリビアのクラスメートの1人。男の子だがオリビアとはもっとも一緒に遊んでいる。肌の色はやや褐色ぎみ。
ハロルド
声 - 山口茜
オリビアのクラスメートの1人。フルネームは『ハロルド・ホッケンベリー』（第53話より）。
メガネをかけている。男の子なのに植物の栽培・世話などが趣味という一面がある。
デイジー
オリビアのクラスメートの1人。背が低いが結構気は強い。花の栽培が趣味。
オリビア（第28話より）
第28話に主人公のオリビアのクラスに転入してきた女の子。
このエピソードでは、彼女が『オリビア2』と、また主人公が『オリビア1』と呼ばれた。
オットーとオスカー
オリビアのクラスメートの2人で、彼女に時々取り違えて名前を呼ばれる双子。
おばあちゃん
オリビアの祖母。

## エピソード一覧
1回の放送で約10～11分の小エピソードが放送されるが、例えば「第1話Aパート」「第1話Bパート」として分割した形式ではカウントされず、「第1話」「第2話」のようにカウントされる。
各サブタイトルには原則的に「オリビア」の名前が含まれる（第57・58話を除く）。
1. オリビア ピアノをひく
2. オリビア サッカーをする
3. オリビア ねこをくんれんする
4. オリビアの レストラン
5. オリビア くるまのたび
6. オリビアと せかいのひ
7. オリビアと うちゅうじんのおとうと
8. オリビア たねをまく
9. オリビアとクリスマスプレゼント
10. オリビア バレエをならう
11. オリビアと すいしょうだま
12. オリビア にもつを つめる
13. オリビアのようこそおばあちゃん
14. オリビア およばれする
15. オリビア せをのばそうとする
16. オリビアと せいぶのまち
17. オリビアの ファッションショー
18. オリビアの ビデオにっき
19. オリビア パレードをする
20. オリビア おいしゃさんになる
21. オリビアと 3にんのあかちゃん
22. オリビアの たからさがし
23. オリビア げきにでる
24. オリビアと がっこうおんがくかい
25. オリビアと かぞくしゃしん
26. オリビア キャンプにいく
27. オリビア しゃしんをとる
28. ふたりのオリビア
29. オリビア かいしゃにいく
30. オリビア ちきゅうをたすける
31. オリビア じゅういになる
32. オリビア シェフになる
33. オリビア やねうらをたんけんする
34. オリビアの ラッキー・タイツ
35. オリビアの ゆうえんち
36. オリビア マジックをする
37. オリビア すいぞくかんにいく
38. オリビアと けっこんきねんび
39. オリビア へきがを かく
40. オリビアと カモの あかちゃん
41. オリビアは いきものがかり
42. オリビア ホテルごっこをする
43. オリビア ひみつをまもる
44. オリビア うんどうをする
45. オリビア としょかんに いく
46. オリビアの　おおきなプレゼント
47. オリビア　わくせいをみつける
48. オリビア　うみへいく
49. オリビアの　ゆきのひ
50. オリビアの　アイス・ショー
51. オリビアの　たからさがしたいかい
52. オリビアの　ティー・パーティー
53. オリビアの　タップダンス
54. オリビア　しょうぼうしになる
55. オリビアの　プレゼントだいさくせん
56. オリビア　スーパーヒーローになる
57. いぬのけっこんしき
58. いちばんのせんせい
59. オリビア　いえをたてる
60. オリビア　しちめんちょうとはなす
61. オリビア　やまのぼりをする
62. オリビア レースにでる
63. オリビアと　チョウチョウのぼうけん
64. オリビア ダンスたいかいにでる
65. オリビアと　せんたいヒーロー
66. オリビア　ながれぼしをみる
67. オリビアの はっぴょうかい
68. オリビアの　ペットきょうしつ
69. オリビアのびっくりプレゼント
70. オリビアの スクエアダンス
71. オリビア　ふねのたび
72. オリビア プレゼントをかんがえる
73. オリビア ゆきだるまをつくる
74. オリビアの たこあげパーティー
75. オリビア あめをふらせる
76. オリビアと せいぶのたからもの
77. オリビアの いぬのおふろやさん
78. オリビア おひめさまになる

## 評価
アメリカにおいて、このアニメはストーリーラインとキャラクターが評価され、en:Parents' Choice Awardの銀賞を受賞した。